# بناء جسر آرلينغتون التذكاري
كان بناء جسر آرلينغتون التذكاري مشروع بناء مدته سبع سنوات في واشنطن العاصمة، لبناء جسر آرلينغتون التذكاري عبر نهر بوتوماك. وافق الكونغرس على هذا الجسر في فبراير 1925 وتم استكماله في يناير 1932. كنصب تذكاري، كانت ملامحه التزينية موسعة ومعقدة، وحل مشاكل التصميم المتعلقة بهذه التفاصيل استغرق سنوات عديدة. اقتُرحت أعمدة طويلة على رأسها تمثال، وهياكل تشبه معبد أحياء اليونان، ومجموعات تمثال لنهاية الجسر. وتم التخطيط لشحنات ونقوش على جانبي الجسر.
استغرق الجسر نفسه وقتا أطول بكثير من العامين المتوقعين. وحدثت مشاكل في بناء الأسس، وحوادث، وكان بناء الجسر القادي أو الدروبريدج معقدًا وطويلًا. وعلى الرغم من أن الجسر انتهى بحلول يناير 1932، استغرق بناء المحطة الأخيرة وإكمال بنائها ست سنوات أخرى. تسببت مشاكل الميزانية التي أحدثها الكساد العظيم في أن أجزاء من مشروع الجسر لم تكتمل قط.
اشتمل بناء الممرات الغربية للجسر على توسيع نطاق جزيرة في نهر بوتوماك، وبناء جسور بين هذه الجزيرة والبر الرئيسي لفرجينيا، وبناء مدخل احتفالي جديد في مقبرة آرلينغتون الوطنية، وإنشاء حملة تذكارية لربط المقبرة بالجسر. وكانت الطرق الشرقية للجسر على نفس القدر من التعقيد، وكانت تتطلب بناء ساحة إلى الغرب من نصب لنكولن التذكاري، وربط الجسر بروك كريك وبوتوماك باركواي، وبناء «بوابة مائية» لإتاحة الفرصة للجمهور للوصول إلى النهر.
أضيف الجسر إلى السجل الوطني للأماكن التاريخية في 1980.

## التكوين والتصميم الشامل لجسر آرلينغتون التذكاري
اقترح الكونغرس بناء جسر لأول مرة في موقع جسر آرلينغتون التذكاري في 24 مايو 1886. واقترح العديد من التصاميم من مؤسسات ومراكز رسمية وغير رسمية، ولكن لم يقبل أي تصميم منها. وفي 4 مارس 1913، سن الكونغرس قانون المباني العامة الذي أنشأ ومول لجنة جسر آرلينغتون التذكاري، والتي كان الغرض منها تسوية تصميم الجسر وتقديم تقرير إلى الكونغرس. ولكن الكونجرس لم يوفر الأموال اللازمة لتمويل اللجنة بسبب اندلاع الحرب العالمية الأولى، وظل غير نشط وغير فعال. في ديسمبر 1922، عقدت لجنة جسر آرلينغتون التذكاري اجتماعًا مشتركًا مع لجنة الفنون الجميلة في الولايات المتحدة. واتفقت الوكالتان على بناء جسر من الطرف الغربي لناشونال مول إلى مقبرة آرلينغتون الوطنية. وافق الأطراف على السعي إلى بناء جسر منخفض (وليس ضخم) في المركز، يسمح لحركة السفن بالوصول إلى واجهة جورج تاون البحرية.
اختارت لجنة جسر آرلينغتون التذكاري شركة مكيم ، ميد آند وايت لتصميم الجسر. كان المعماري ويليام كيندال المصمم الرئيس. تم تقديم أول تصميم لكيندال إلى لجنة الفنون الجميلة في الولايات المتحدة في مايو عام 1923، وتم منح تصميم الجسر الأساسي: الطرق الشرقية والغربية، وتصميم لجزيرة كولومبيا، وإصلاح المدخل الرئيسي لمقبرة أرلينجتون الوطنية، والمزيد. منح الموافقة في أواخر عام 1923.
سن الكونغرس تشريعا في أوائل عام 1925 يأذن للجنة جسر آرلينغتون التذكاري في بناء الجسر. حسمت المسائل القانونية المتعلقة بسلطة لجنة الجسر في إصدار العقود في أوائل عام 1927، مما سمح بمواصلة البناء. وكان الهدف هو بناء جسر من نصب لنكولن التذكاري في واشنطن العاصمة عبر نهر بوتوماك إلى فرجينيا، محاذي لبوابة رئيسية جديدة في مقبرة آرلينغتون الوطنية. وكان من المقرر أن يكون الجسر أيضا نصبًا تذكاريًّا يحتفل فيه بتوحيد البلاد في أعقاب الحرب الأهلية الأمريكية ، ومن ثم كان له سمات تذكارية مثل العناصر النحتية.
تتمتع لجنة الولايات المتحدة للفنون الجميلة بسلطة قانونية للموافقة على تصميم الجسر وقوامه المعماري. بيد أن فيلق مهندسي الجيش الأمريكي يتمتع بسلطة قانونية على بناء الأشغال العامة في مقاطعة كولومبيا. وافقت هاتان الهيئتان في أواخر عام 1923 على بناء جسر طوله 2138 قدما (652 مترا) مصنوع من الصلب والخرسانة المسلحة بالجرانيت الأبيض. احتاج الجسر إلى أربع دعامات، واحدة على كل خط ساحلي. كان يجب أن تبنى على حجر الأساس. كان الجسر منخفضاً بالنسبة للماء؛ 43 قدما (13 مترًا) فوق الماء، والطرف السفلي لكل من الركيزتين أعلى 10 أقدام (3.0 مترًا) فوق أخفض نقطة للمياه. انحرفت الأسطح في الجسر نزولًا نحو 12 قدمًا (3.7 متر)، وكانت جميع المحركات، والجرارات، ومحطات البحث، وغيرها من معدات الجسور بعيدة عن الأنظار إلى أسفل السطح قدر الإمكان.
في البداية، لم يكن هناك قلق من أن تكون مدة تشييد الجسر طويلة. وذكر الرائد جوزيف ميهفي من فيلق مهندسي الجيش في نوفمبر 1925 أن بناء الدعامات يستغرق عامين، وسنتين لبناء الممرات، وسنة لوضع الجسر القاعدي.

## البناء

### المراحل الأولى: 1925
خصص الكونغرس 500 ألف دولار في 11 مارس 1925 لبدء بناء الجسر. كان العمل الأولي (الذي بدأ في 1 أبريل) يتألف من جسات وضعها فيلق المهندسين في قاع النهر لتحديد نوع الصخور الواقعة تحت الرمل والحصى. واستخدمت نتائج هذه الجسات لتحديد معاملات عقود البناء للدعامات والركائز. عثر على حجر الأساس على عمق 45 قدمًا (15 مترًا) أسفل قاع النهر، ولكن الحفر ذهب إلى ما هو أبعد من ذلك ب 10 أقدام ( 3.0 أمتار).
أظهرت الجسات أنه بالقرب من جزيرة كولومبيا، لم يكن حجر الأساس مستويًا بل منحدرًا إلى أسفل. وفجرت شركات البناء حجر الأساس لخلق سطح مستو. وبحلول أواخر أبريل، انتقل عمل الجسات إلى منطقة ساحل العاصمة. وكانت الجسات على الشاطئ قد اكتملت بحلول منتصف شهر مايو ، مع بداية عمليات الجسات البحرية.
بناء على عمل الجسات، أعلن المقدم كلارنس شيريل، مدير المباني العامة والمتنزهات في واشنطن العاصمة، أن تشييد الجسر سيكون بسيطًا وأنه سيفتح في عام 1928 أو في أوائل عام 1929.
بدأ بعض العمل حتى مع استمرار وضع الجسات الأساسية. ولزيادة ارتفاع جزيرة كولومبيا، بدأ فيلق مهندسي الجيش في مايو في حفر أكثر من 2.5 مليون ياردة مكعبة (1,900 مليون متر مكعب) من مياه نهر بوتوماك. بني نحو 2000 قدم (610 أمتار) من البحر و15 ألف قدم (4600 متر) من السد حول الجزيرة لتثبيت هذا العمل. بدأ تغيير شكل الجزيرة في سبتمبر. وتم حفر حوالي 40 فدانا (160 ألف متر مربع) من الجزء الشرقي من الجزيرة لتعزيز تدفق نهر بوتوماك. استخدمت نواتج الحفر لرفع منسوب الجزيرة. وبحلول نهاية المشروع، ارتفع متوسط منسوب جزيرة كولومبيا إلى 22 قدما (6.7 أمتار) وبلغت الكلفة الإجمالية للمشروع 500 ألف دولار.

### قضية المحكمة الاتحادية
حدثت مشاكل كثيرة أثناء بناء جسر آرلينغتون التذكاري، ولكن لم ترفع سوى دعوى واحدة.
حصلت شركة فينيكس بريدج على عقد تثبيت النطاق الأساسي. وحدثت تأخيرات عديدة أثناء التثبيت، مما أدى إلى تجاوز الميزانية. فرض العقد بين شركة الجسر ولجنة جسر آرلينغتون التذكاري عقوبة التأخير، وقامت الحكومة الاتحادية على النحو الواجب بتقييم عقوبة قدرها 12,300 دولارًا على الشركة. رفعت شركة فينيكس بريدج دعوى قضائية أمام محكمة المطالبات الفيدرالية بالولايات المتحدة بحجة أن العقوبة لم تكن بسبب خطأ الشركة بل بسبب التغييرات التي فرضتها الحكومة على بناء الجسر.